# Oakland (condado de Kennebec)
Oakland es un lugar designado por el censo ubicado en el condado de Kennebec en el estado estadounidense de Maine. En el Censo de 2010 tenía una población de 2.602 habitantes y una densidad poblacional de 176,1 personas por km².

## Geografía
Oakland se encuentra ubicado en las coordenadas 44°33′6″N 69°42′27″O / 44.55167, -69.70750. Según la Oficina del Censo de los Estados Unidos, Oakland tiene una superficie total de 14.78 km², de la cual 14 km² corresponden a tierra firme y (5.26%) 0.78 km² es agua.

## Demografía
Según el censo de 2010, había 2.602 personas residiendo en Oakland. La densidad de población era de 176,1 hab./km². De los 2.602 habitantes, Oakland estaba compuesto por el 96.96% blancos, el 0.35% eran afroamericanos, el 0.42% eran amerindios, el 0.69% eran asiáticos, el 0% eran isleños del Pacífico, el 0.27% eran de otras razas y el 1.31% pertenecían a dos o más razas. Del total de la población el 1.84% eran hispanos o latinos de cualquier raza.